# Śatarūpā
Nell'induismo, Śatarūpā (devanagari: शतरूपा, IAST: Śatarūpā, anglicizzato in Shatarupa, lett. "colei dalle cento forme") è la prima donna mortale, emersa all'inizio della creazione. È detta anche Mānasaputri, in quanto nata dalla mente di Brahma.

## Mitologia

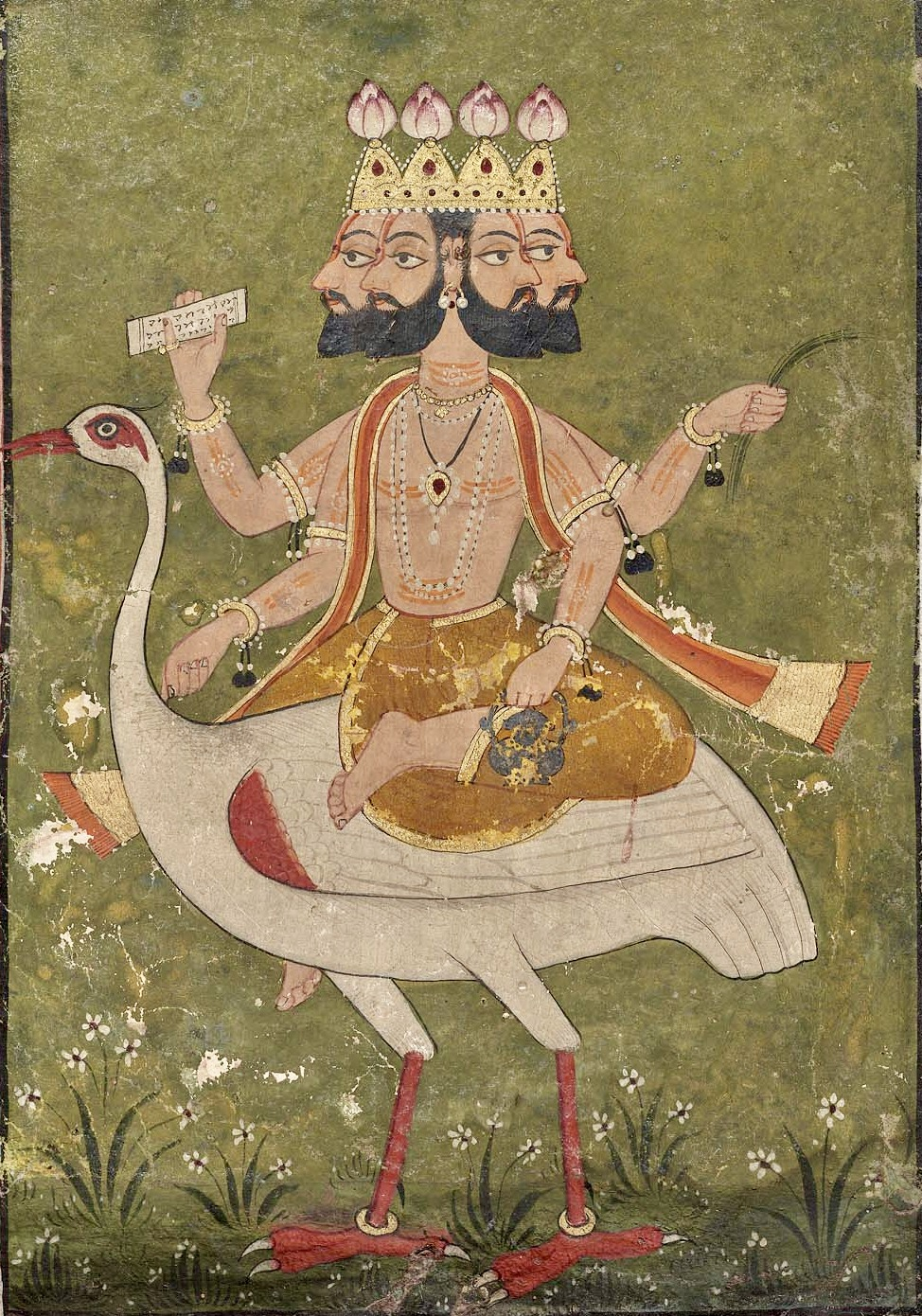
Le quattro teste di Brahma

Quando Brahma creò Śatarūpā, ne fu immediatamente infatuato e la inseguì ovunque andasse. Śatarūpā si mosse in ogni direzione per evitare il suo sguardo, ma  Brahma sviluppò un'altra testa, finché non ne ebbe quattro, una per ogni direzione della bussola. Disperata, Śatarūpā saltò sopra di lui, per stare lontana dal suo sguardo almeno per un momento. Una quinta testa, invece, apparve sopra le altre, e Brahma sviluppò quindi cinque teste.
In quel momento apparve il dio Shiva, che tagliò la quinta testa di Brahma. Con questo atto però Shiva aveva commesso un sacrilegio, e per espiare questo peccato, dovette subire la penitenza di vivere per dodici anni a Varanasi con nient'altro che la testa mozzata di Brahma come ciotola per mendicare. Il dio Visnù fu l'arbitro di questa punizione.

## Progenie
Shatarupa in seguito sposò Svayambhuva Manu, il primo uomo, creato anch'egli da Brahma, e la coppia ebbe cinque figli: due maschi, Priyavrata e Uttānapāda, e tre figlie, Ākūti, Devahūti e Prasūti. Ākūti andò in sposa al saggio Ruci, Devahūti al saggio Kardama, e la più giovane, Prasūti, al Prajapati Daksha.